# Workers & Resources: Soviet Republic
Workers & Resources: Soviet Republic là trò chơi mô phỏng xây dựng thành phố, quản lí và xây dựng năm 2024, được phát triển và phát hành bởi studio game 3Division tại Slovakia.

## Lối chơi
Lối chơi tập trung mạnh vào quản lí logistics căng thẳng và thiết kế thành phố theo phong cách brutalist (chủ nghĩa thô mộc), đòi hỏi cơ sở hạ tầng, nhân sự và phương tiện phù hợp để sản xuất hàng hoá nhà nước. Người chơi có thể chọn bản đồ trống hoặc có dân cư (bản đồ có dân cư đã có sẵn một số cơ sở hạ tầng đường sá, làng lịch sử và dịch vụ cơ bản). Người chơi có thể kích hoạt hoặc vô hiệu hoá các cơ chế bổ sung như hệ thống giáo dục phức tạp, tiện ích, mùa vụ, v.v.
Công dân của trò chơi có hai yếu tố chính: sức khoẻ và hạnh phúc. Nếu hạnh phúc quá thấp, họ sẽ rời bỏ đất nước; nếu sức khoẻ quá kém, họ sẽ chết. Điều này có thể khắc phục bằng cách xây dựng cơ sở hạ tầng y tế, đảm bảo nguồn thực phẩm ổn định, và xây dựng các công trình văn hoá như nhà hát, sân thể thao, quán rượu, cùng với cơ sở tôn giáo trên bản đồ có dân cư. Trò chơi sử dụng hai loại tiền tệ: rúp và đô la. Nếu thiếu nguồn lực hoặc nhân lực để xây dựng hay sản xuất phương tiện, người chơi có thể nhập khẩu bằng rúp qua cửa khẩu phía Đông; bên cạnh đó còn có cửa khẩu phía Tây.

### Hướng dẫn
Hiện có ba bộ hướng dẫn trong trò chơi: Cơ chế cơ bản (xây dựng, chuỗi cung ứng, pháp luật và trật tự), giao thông (vận tải công cộng, thương mại quốc tế, máy bay và tàu thuỷ), và năng lượng cùng mạng lưới (tiện ích và mùa vụ). Những hướng dẫn này sẽ chỉ dẫn người chơi cách thiết lập từng cơ chế một.

### Chiến dịch
Hiện có hai chiến dịch trong trò chơi, hướng dẫn người chơi xây dựng nhà nước Liên bang Xô viết của riêng mình qua các bài học riêng biệt. Chiến dịch đầu tiên diễn ra tại vùng thung lũng ven biển, nơi người chơi học cách thiết lập khai thác tài nguyên, sản xuất nguồn lực cơ bản và cung cấp dịch vụ công cộng. Hiện không biết chiến dịch thứ hai.

### Workshop
Workers and Resources: Soviet Republic cũng có Steam Workshop, nơi người chơi có thể tạo kết cấu mới cho công trình, phương tiện, viết mã lệnh, hoặc thậm chí tạo toàn bộ bản đồ mới.

## Phát triển và phát hành
Workers & Resources: Soviet Republic được phát triển dựa trên thành công trước đó của các trò chơi cùng thể loại như Cities: Skylines và Transport Fever. Khác với các tựa game trước, Workers & Resources: Soviet Republic tập trung mô phỏng các hệ thống kinh tế của các quốc gia cộng sản, đặc biệt là kinh tế khối Đông Âu trong thời kì Chiến tranh Lạnh, với bối cảnh diễn ra từ những năm 1960 đến 1990; trò chơi không có giới hạn thời gian kết thúc.
Trò chơi lần đầu được phát hành dạng Early Access trên Steam vào ngày 15 tháng 3 năm 2019. Vào tháng 2 năm 2023, trò chơi bị gỡ khỏi Steam do một lệnh DMCA do một nhà sáng tạo nội dung đưa ra liên quan đến quyền sở hữu của chế độ hiện thực hoá do người hâm mộ hình dung, chế độ mà 3Division dự định tích hợp kèm ghi nhận tác giả trong bản phát hành sau. Vấn đề pháp lí đã được giải quyết vào đầu tháng 3 năm 2023 và trò chơi đã được khôi phục trên Steam.
Trò chơi được thông báo sẽ rời khỏi giai đoạn Early Access với phiên bản 1.0 ra mắt vào ngày 20 tháng 6 năm 2024. DLC đầu tiên, Biomes, đã được phát hành cùng với phiên bản đầy đủ của trò chơi, bổ sung các cảnh quan như vùng băng giá, sa mạc và nhiệt đới, mỗi loại đều mang đến những thử thách riêng như hạn chế về nông nghiệp, vấn đề vận tải và hạn chế trong khai thác gỗ.
DLC thứ hai, World Maps, bổ sung 10 bản đồ với các cảnh quan lấy cảm hứng từ Áo, Vương quốc Anh, Cộng hoà Séc, Đông Đức, Estonia, Pháp, Triều Tiên, Ba Lan, trung tâm của Hoa Kỳ và Nam Tư. DLC được phát hành vào ngày 13 tháng 12 năm 2024.

## Đón nhận
Workers & Resources: Soviet Republic nhận được phần lớn đánh giá tích cực từ cả giới phê bình và người chơi trong giai đoạn Early Access; tuy nhiên, một số ý kiến chỉ trích trò chơi thiếu hướng dẫn trong giai đoạn đầu.